# 夢について
『夢について』（ゆめについて、希: Περὶ ἐνυπνίων、羅: De insomniis、英: On Dreams）とは、アリストテレス名義の自然学短篇著作の1つであり、『自然学小論集』を構成する7篇の内の1つ。

## 構成
全3章から成る。
- 第1章 - 夢は感覚によっては生じない、判断によっても生じない、だが何らかの刺激によって生じる表象象であり、感覚能力の仕事である。
- 第2章 - 夢は「投げられたもの」に似ている（残存的・慣性的）。
- 第3章 - 夢の映像は睡眠時に受ける感覚刺激の残存。夢は睡眠時における表象であり、睡眠時における感覚ではない。

## 日本語訳
- 『アリストテレス全集6』 岩波書店、1968年